# JOY (YUKI的单曲)
「JOY」是YUKI的第9张单曲。2005年1月19日发行。

## 简介
- 2005年第1张单曲，第3张专辑『joy』的先行单曲[1]。
- 随着这张单曲的发行YUKI在电视上露面的次数也逐渐增多了。
- 另外，单曲CD还收录了「Mutiny's Club Voc」和「Eric Kupper Club Mix」版本的remix曲目，以纽约由「BPM King Street Sounds」发售的版本还以进口形式在日本售卖。
- 可以在作曲者蔦谷好位置在乐队时期的曲中找到本曲的原型。

## 演唱会
- 虽然当初作为再次进行活动的第一张单曲成为预定的单曲，但发售前在演唱会中也公布了几次。
- 关于歌词，例如在发售版本中是「运命は必然じゃなく偶然で出来てる（命运并不是必然的而只是一种偶然）」，而在演唱会中则改唱成了「运命は必然という偶然で出来てる（命运是一种必然的偶然）」。YUKI在音乐节目『ゴゴイチ! 〜SPACE SHOWER CHART SHOW〜』中说，今后想要按照后者的歌词来唱。

## PV
- 在PV中YUKI在一群身穿黑色紧身衣的舞者之中跳舞。由于YUKI的特质和PV的出色表演，这首PV荣获SPACE SHOWER MVA 06年的年度最佳音乐影像。
- 监制由中村刚完成。

## 收录曲

### 单曲CD
1. JOY
  - 作詞：YUKI・蔦谷好位置／作曲：蔦谷好位置／編曲：田中ユウスケ・湯浅篤
2. JOY -MUTINY'S CLUB VOC.-
  - 編曲：Mutiny
3. JOY -Eric Kupper Club Mix-
  - 編曲：Eric Kupper
4. JOY -takagi masakatsu"rama"remix-
  - 編曲：高木正勝

### 黑胶
1. JOY -Eric Kupper Club Mix-
2. JOY -Eric Kupper Dub Mix-
3. JOY -Mutiny's Club Voc-
4. JOY -Mutiny's Dub Mix-

## 收录专辑
- joy（#1）
- five-star（#1）